# Ralph Joseph Horner
Ralph Joseph Horner   (Newport, 28 d'abril de 1848 - Winnipeg, 7 d'abril de 1926) (Newport, Monmouthshire (Gal·les), 28 d'abril de 1848 - Winnipeg (Canadà), 7 d'abril de 1926) fou un compositor, mestre de música i director d'orquestra anglès.
Fill de James Horner i una noia anomenada Sarah; en 1869 es va casar amb Marianne Amelia Rowse (m.1915), i tenien tres fills i una filla.
Encara que des d'una edat primerenca, Ralph Joseph Horner va mostrar alguna disposició per a la música, els seus pares, segons sembla, li van destinar a una carrera professional. No obstant això, segons una biografia, la inclinació natural de la seva ment va ser tan clara i el seu progrés va ser tal que, a l'edat d'onze, tot i l'oposició familiar, va ser pianista a la Newport Choral Society.
De 1864 a 1867, Horner va estudiar al Conservatori de Leipzig. Tornant a Londres el 1868, on s'establí com a professor de piano i harmonia. Després per espai de 7 anys, dirigí una companyia anglesa d'òpera, també va ser director de la Societat de Concerts de Nottingham i posteriorment se'l nomenà director de l'Acadèmia Imperial de Música de Canadà.
Va compondre les òperes Mesmerania, Amy Robsart i The Belles of Barcelona; 6 operetes; obertures, simfonies i interludis per a orquestra; un quartet per a instruments d'arc; la cantata dramàtica Confucius; peces per a piano i música religiosa.